# Desportivo da EKA do Dondo
Desportivo da EKA do Dondo, kurz Desportivo da Eka, war ein Fußballverein aus der angolanischen Stadt Dondo. Er war das Werksteam der Brauerei EKA.
Der Klub spielte in der zweiten Liga, dem Gira Angola. 1988 gelang ihm der Aufstieg in die erste Liga, dem Girabola. Nach der Saison 1996 stieg er in die zweite Liga ab. Bis zum Aufstieg des Porcelana FC 2012 blieb die Provinz Cuanza Norte danach ohne Vertreter in der ersten Fußballliga.
1997 löste sich der Desportivo da Eka ganz auf.